# 枝元賢造
枝元 賢造（えだもと けんぞう、1933年4月28日 - 2004年6月22日）は、日本の実業家。サッポロビールの社長を務めた。

## 経歴
鹿児島県鹿児島市出身。鹿児島県立鶴丸高等学校を経て、1955年に東京大学法学部を卒業し、日本麦酒に入社。ビール業界で初めての地域限定商品「クラシック」の開発に関わり、1987年3月に取締役に就任し、1990年3月に常務、1991年3月に専務、1993年3月に副社長を経て、1995年3月に社長に就任。品質シートや定温輸送車を他社よりも先駆けて導入するなど品質にこだわる同社の理念を実践していった。また、サッポロクラシックの販売促進に力を入れ、そのサッポロクラシックの一本当たり1円をコンサドーレ札幌に寄付するキャンペーンを行った。1999年11月に代表取締役相談役に就任し、2002年3月から名誉顧問を務めた。
2004年6月22日に脳溢血のために死去。71歳没。